# Roeseliana azami
Roeseliana azami är en insekt i familjen vårtbitare som förekommer i södra Frankrike. Arten listades en längre tid i släktet Platycleis.
Arten nar en längd av 15 till 21 mm och honor är lite större än hanar. Kroppsfärgen kan vara gråbrun, rödbrun eller gröngul. På huvudets topp och fram till halsen finns en längsgående ljus linje med mörka kanter.
Utbredningsområdet sträcker sig från regionen Occitanien till västra delen av Franska rivieran. Arten lever i låglandet och i kulliga områden upp till 330 meter över havet. Den hittas ofta nära floder som Rhône, Durance, Calavon och Argens. Habitatet utgörs av öppna fuktiga landskap som våtmarker, fuktiga ängar, regioner som liknar marskland och vägdikens släntar. Denna vårtbitare besöker vattenansamlingar med saltvatten endast i undantagsfall. Enligt IUCN:s karta fanns arten även på Korsika men där är den troligtvis utdöd. Sällsynta fynd från nordvästra Italien och Schweiz är dokumenterade.
Vuxna exemplar syns vanligen mellan juni och oktober.
Hela beståndet är uppdelat i flera från varandra skilda populationer. Landskapets omvandling till människans behov påverkar insekten ngativ. IUCN listar Roeseliana azami som sårbar (VU).